# Keiko Abe

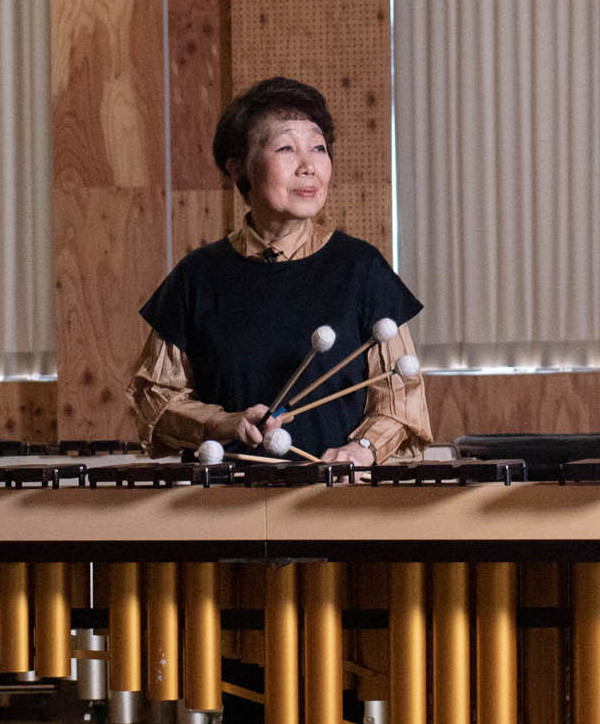
Keiko Abe, 2019

Keiko Abe (jap. 安部 圭子, Abe Keiko; * 18. April 1937) ist eine japanische Komponistin und Marimbaphonspielerin.

## Leben
Abe entstammt einer Familie von Ärzten und Geschäftsleuten. Als Kind lernte sie Klavier und, ab 12 Jahren, Marimbaphon zu spielen sowie zu komponieren. Im japanischen Rundfunk NHK trat sie regelmäßig als Virtuosin auf, nachdem sie mit 13 Jahren einen Talentwettbewerb der NHK gewonnen hatte. Mit zwei Kommilitonen spielte sie im Xebec Marimba Trio, das sie 1962 gegründet hatten, kommerzielle leichte Klassik, Pop und Volksmusik. Später wechselte sie zur zeitgenössischen klassischen Musik. Mit ihren Kompositionen für Marimba schaffte sie es, das Instrument als „ernstzunehmendes Soloinstrument zu etablieren“.
In den folgenden Jahren war sie als Konzertvirtuosin für Percussion angestellt und veröffentlichte 13 Alben, welche oft selbstkomponierte Werke auf der Marimba enthalten; außerdem hatte sie ihre eigene japanische Fernseh-Show.
Sie trug auch zur Entwicklung des Marimbas als Instrument bei, nicht nur durch ihre vielen Beiträge, sondern auch durch ihre Rolle als Designberaterin von Marimbaherstellern. Mit der größeren Länge und der Resonanz des verbesserten Marimbas begann Abe zu komponieren, zunächst japanische Kinderlieder und Wind in the Bamboo in den frühen 1980ern. Als Marimba-Virtuose führte Abe ihre eigenen Kompositionen und jene vieler anderer Komponisten in der ganzen Welt auf. Sie lehrt das Marimbaphonspiel an der Toho Gakuen School of Music in Tokio.

## Werke

### Werke für Blasorchester
- Prism Rhapsody for Marimbaphon and Wind Ensemble (1995)
- Prism Rhapsody (Piano Reduction) – für Marimbaphon solo und Orchester oder Blasorchester (Marimba Concerto)
- Prism Rhapsody II für Marimbaphon und Blasorchester (2003)

### Werke für Percussions-Instrumente
- Airscope II Marimba Spiritual
- Alone für Marimbaphon solo (Bogdan Bacanu gewidmet) (2003)
- Ancient vase für Marimbaphon solo (1986)
- Autumn In Nara für zwei Marimbaphone (1990)
- Ban-ka für Marimbaphon solo (1993)
- Ban-ka für vier Instrumentalisten(1994)
- Ban-ka für Marimbaphon solo und Schlagzeuger-Gruppe (1994)
- Conversation in the Forest I für Marimbaphon und drei Schlagzeuger (1988)
- Conversation in the Forest II für Marimbaphon, Oboe und zwei Schlagzeuger (1993)
- Conversation in the Forest III für zwei Marimbaphone und drei Schlagzeuger (2000)
- Conversation in the Forest IV für Marimbaphon-Ensemble und zwei Schlagzeuger (2007)
- Conversation in the Forest für zwei Marimbaphone (1997)
- Conversation in the Forest für Marimbaphon-Ensemble (1998)
- Conversation in the Forest für Marimbaphon-Ensemble, drei Schlagzeuger und Gamelan Jegog (1998)
- Dream für zwei Marimbaphone (1990)
- Dream of the Cherry Blossoms for marimba (1984)
- Early Spring für zwei Marimbaphone (1990)
- Frog für Marimbaphon solo (1958)
- From the far side of Earth für Marimbaphon und Tonband (1990)
- Galilee Impressions for Six Mallets (2004)
- “Itsuki” Fantasy für Marimbaphon und 5 andere Mallet-Percussion-Instrumente (1993)
- Kazak Lullaby für Marimbaphon solo (und Klavier ad lib.) (2002)
- Labyrinth für zwei Marimbaphone (1990)
- Little Windows für Marimbaphon solo (1986)
- Marimba Concertino “The Wave” (2000)
- Marimba D’Amore für Marimbaphon solo (1998)
- Marimba Pieces I für Marimbaphon solo (1972)
- Memories of the Seashore (1986)
- Mi-chi (Urfassung) (1978)
- Mi-chi für Marimbaphon solo (1981)
- Mi-chi II (1998)
- Mi-chi III für Marimbaphon solo und Stimme (2005)
- Mi-chi Paraphrase für Marimbaphon solo (2009)
- Prism für Marimbaphon solo (1986)
- Prism für zwei Marimbaphone (1992)
- Prism Variations für Marimbaphone-Ensemble und Schlagzeuger (2005)
- Sunday Afternoon für zwei Marimbaphone (1990)
- Sylvan Stanzas (Mountain Stanzas) (1990)
- Sylvan Stroll für zwei Marimbaphone (1990)
- Piacer d’amor für Marimbaphon (2002)
- Tambourin Paraphrase für Marimbaphon solo (1993)
- Tambourin Paraphrase für zwei Marimbaphone (1994)
- Tambourin Paraphrase für Marimbaphon-Ensemble (1997)
- Tambourin Paraphrase III für zwei Marimbaphone und Schlagzeug (2003)
- Three Monologs für Marimbaphon solo
- Variations on Japanese Children’s Songs (1982)
- Wind across Mountains (1992)
- Wind across Mountains für Marimbaphon solo (1992)
- Wind across Mountains für zwei Marimbaphone (1997)
- Wind across Mountains für Marimbaphon-Ensemble (2003)
- Wind in the Bamboo Grove für Marimbaphon und Schlagzeug (und Klavier ad lib.) (1984)
- Wind Sketch für Marimbaphon solo (1993)
- Wind Sketch II für Marimbaphon und Schlagzeuger (1997)
- Wind Sketch III für zwei Marimbaphone (1999)
- Wind Sketch IV für zwei Marimbaphone und zwei Schlagzeuger (2001)

Quelle:

## CD-Einspielungen mit Werken von Keiko Abe
- Marimba d’Amore, Solist: Bogdan Bacanu[3]
- Marimba Encores
- Fantastic Marimba
- Keiko Abe – reveals the essence of the Marimba
- Fascinatin’ Latin Marimba
- Marimba Selections II
- Marimba Selections III
- Marimba Spiritual
- Marimba Fantasy
- Mergin Classical and Jazz Forms
- Conversation
- Lullaby Of Itsuki